# Muangchai Kittikasem
Muangchai Kittikasem (* 11. November 1968 in Chai Nat, Thailand) ist ein ehemaliger thailändischer Boxer im Halbfliegen- und Fliegengewicht.

## Profikarriere
Am 2. Mai 1989 boxte er gegen Tacy Macalos um die IBF-Weltmeisterschaft und gewann durch geteilte Punktrichterentscheidung. Diesen Gürtel verteidigte er insgesamt drei Mal und verlor ihn im Juli des darauffolgenden Jahres an Michael Carbajal durch Knockout.
Am 15. Februar 1991 wurde er Weltmeister des Verbandes WBC, als er Sot Chitalada durch K. o. schlug. Im Juni 1992 verlor er den Gürtel an Yuri Arbachakov.  